# Четници у балканским ратовима
Српска четничка организација је била организована герилска фракција која се борила на простору Македоније у Османском царству од 1903. до 1912. године, која је потом стављена под контролу Војске Краљевине Србије. Током балканских ратова (1912—1913) постојало је неколико четничких одреда.
Српска врховна команда је непосредно пред избијање Првог балканског рата одлучила да оружане припаднике српске четничке организације у Србији и Османском царству искористи на два начина. Прва група четника имала је пре избијања рата да пређе у Турску и врши диверзије и мобилизацију Срба у Турској, док је друга група четника у саставу српске војске имала да наступа као авангарда испред јединица регуларне српске војске.
Четници који су се већ налазили на територији Турске имали су задатак да ометају мобилизацију и концентрацију турске војске вршењем диверзија на средства комуникације-железницу, путеве, телеграфе и да припреме четничку делатност у позадини турских трупа након почетка ратних операција. У ову групу спадао је Василије Трбић који је ометао кретање турске војске преко превоја Бабуне. Војин Поповић Вук такође је пре почетка рата послат у Турску као шеф Горског штаба. за разлику од Трбића, његов задатак је био да на планини Козјак и околним српским селима Кумановске и Прешевске казе мобилише српске сељаке, чланове српске четничке организације и да по избијању рата са тако састављеним четама крене у сусрет српској војсци ка српско-турској граници чистећи мање турске посаде и опкољавајући турске посаде на источном сектору границе и тако омогући омогући муњевито наступање српске војске ка Овчем пољу као што је предвиђао српски ратни план. Са Поповићем су око средине септембра у Турску прешли и војводе Јован Бабунски, Спаса Гарда, Крста Ковачевић, Ванђел Димитријевић, Јован Довезенски, Доксим Михаиловић и Душан Димитријевић и око 40 четника ветерана. У тренутку избијања рата Војин Поповић је под својом командом имао око 1500 четника у турској позадини.
Током Првог балканског рата, четници су коришћени као претходница да би ублажили напредовање непријатељске армије, нападима на комуникације иза непријатељских линија, правећи терен за жандармерију и да би успоставили основну управу у окупираним подручјима. Коришћени су и у Другом балканском рату такође.
Међу значајним одредима били су:
- Добровољачки одред, командант Војин Поповић.
- Лапски одред, командант Војислав Танкосић.
- Трећи армијски одред мајора Марјановића
  - Медвеђа
  - Куршумлија
  - Луково
  - Колашин

Војска Краљевине Србије користила је четнике и у Првом свјетском рату јер су се показали као веома корисни током балканских ратова.